# David Ricketts
David Edward Ricketts (St. Pancras, Gran Londres, 10 de juliol de 1920 - Gal·les, agost de 1996) va ser un ciclista anglès, que fou professional entre 1953 i 1959.
Anteriorment, com a ciclista amateur va prendre part en els Jocs Olímpics de Londres de 1948, tot guanyant una medalla de bronze en la prova de persecució per equips, fent equip amb Wilfred Waters, Tommy Godwin i Robert Geldard.